# 理查德·西德
理查德·格里菲斯·西德（英語：Richard Griffith Seed，1928年—2013年）是一名美國物理學家和企業家，因在1990年代末引發了一場關於克隆人的全國性辯論而知名。

## 生平
西德出生於芝加哥，1949年進入哈佛大學就讀，並獲得學士學位。後來，他獲得了碩士學位，並於1953年獲得哈佛大學物理學博士學位。他的興趣很快轉移到生物醫學的新領域。1970年代，西德與他人共同創辦了一家公司，將牛胚胎移植技術商業化。後來，他和弟弟、芝加哥外科醫生倫道夫·西德（Randolph Seed）創辦了另一家公司——生育與遺傳研究公司（Fertility & Genetics Research Inc.）。這些將人類胚胎從一名婦女移植到不育代孕母親體內的努力於1984年發表。這一繁瑣的過程需要將胚胎從卵子捐獻者的子宮中沖洗出來，很快就被體外受精所取代。這一嘗試最後以失敗告終。
1997年12月5日，西德宣布他計劃在聯邦法律禁止克隆人之前克隆一個人類。西德的聲明加劇了關於人類克隆的激烈倫理爭論，這場爭論是由伊恩·威爾穆特創造的多莉羊引發的，這是第一個從成體細胞中獲得的克隆生物。西德的計劃是使用與蘇格蘭團隊相同的技術。西德的聲明與比爾·柯林頓總統1997年提出的私人自願暫停克隆人的建議背道而馳。在隨後的媒體熱炒中，一個69歲的古怪、特立獨行的科學家的故事浮出水面，但西德擁有令人印象深刻的資歷，並沒有立即被否定。雖然幾乎沒有主流科學家相信西德會成功，但在西德發表聲明後，人們的態度開始發生微妙的轉變。
西德在宣布克隆第一個人類時已經退休，但據報導，他過去曾涉足過一些失敗的投資項目。他曾一度聲稱，為了在2000年前克隆出第一個人所需的250萬美元目標，他已獲得了80萬美元的承諾。西德最初說他要為不育夫婦製造克隆小嬰兒。後來，「為了化解關於我在利用絕望的婦女的批評」，他宣布將首先克隆他自己。後來，他又宣布將再造他的妻子格洛麗亞。1997年12月，他告訴NPR記者喬·帕爾卡：「上帝按照自己的形象造人」，上帝的意圖是讓人類與上帝合二為一。克隆，是與上帝合二為一的第一步。在後來接受CNN採訪時，西德做了詳細闡述，他說：「『人類』將發展出無限壽命的技術、科學和能力」。
西德獲得1998年搞笑諾貝爾獎的經濟學獎，並在頒獎典禮上首次表演名為《The Seedy Opera 》的節目。

## 出版作品
- Buster, J. E.; Bustillo, M.; Thorneycroft, I.; Simon, J. A.; Boyers, S. P.; Marshall, J. R.; Seed, R. G.; Louw, J. A. . Lancet. 1983, 1 (8328): 816–817. PMID 6132146. S2CID 38672184. doi:10.1016/s0140-6736(83)91868-8.
- Buster, J. E.; Bustillo, M.; Thorneycroft, I. H.; Simon, J. A.; Boyers, S. P.; Marshall, J. R.; Louw, J. A.; Seed, R. W.; Seed, R. G. . Lancet. 1983, 2 (8343): 223–224. PMID 6135059. S2CID 205999689. doi:10.1016/S0140-6736(83)90208-8.
- Bustillo, M.; Buster, J. E.; Cohen, S. W.; Thorneycroft, I. H.; Simon, J. A.; Boyers, S. P.; Marshall, J. R.; Seed, R. W.; Louw, J. A.; Seed, R. G. . JAMA: The Journal of the American Medical Association. 1984, 251 (9): 1171–1173. PMID 6694323. doi:10.1001/jama.1984.03340330029018.